# Verne Troyer

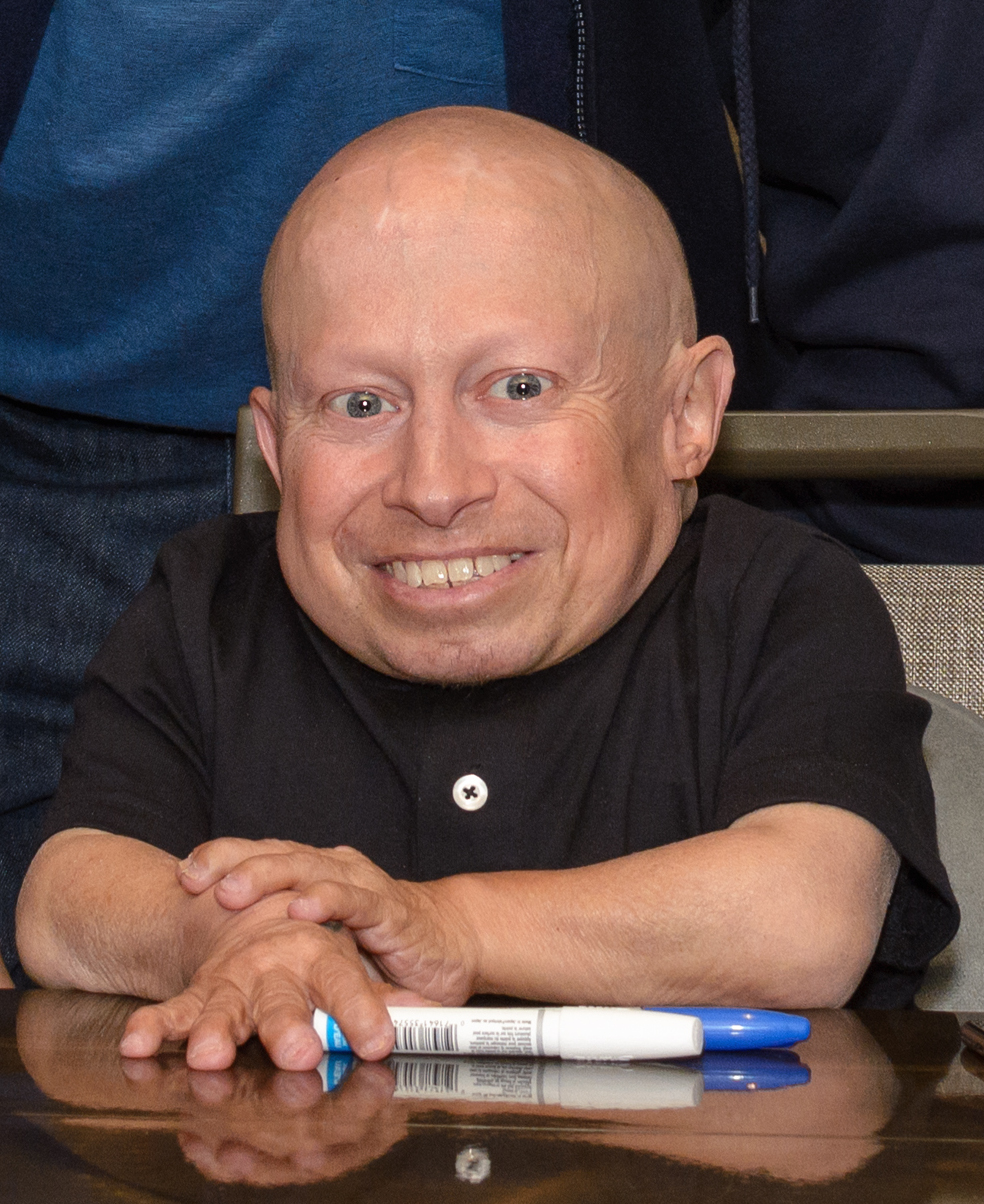
Verne Troyer (2017)

Vernon Jay „Verne“ Troyer (* 1. Januar 1969 in Sturgis, Michigan; † 21. April 2018 in Van Nuys, Los Angeles, Kalifornien) war ein US-amerikanischer Schauspieler.

## Leben
Troyer war mit 81 Zentimetern Körpergröße ein kleinwüchsiger Schauspieler, der ab dem Jahr 1993 zunächst mit Nebenrollen seine Filmkarriere startete. Einem breiten Publikum wurde er durch seine Rolle in den Austin-Powers-Filmen Spion in geheimer Missionarsstellung (1999) und Austin Powers in Goldständer (2002) bekannt. Hier verkörperte er Mini-Me, den kleinwüchsigen Klon des Bösewichts Dr. Evil (Mike Myers). Mit Myers arbeitete er 2008 nochmals bei der Filmkomödie Der Love Guru zusammen.
Troyer übernahm ebenfalls Nebenrollen in Men in Black (1997), Postal (2007) und als Gringotts-Kobold Griphook in Harry Potter und der Stein der Weisen (2001). Im Fernsehen spielte er unter anderem 1999 in zwei Folgen der Comedyserie Shasta McNasty mit. Im Dezember 2007 trat Verne Troyer auch als Werbepartner für World of Warcraft in Erscheinung. Kurz vor seinem Tod drehte er an der Komödie Aliens, Clowns & Geeks.
Troyer war von Januar bis März 2004 mit dem Model Genevieve Gallen verheiratet. Von 2007 bis zu seinem Tod war er in einer Beziehung mit der deutschamerikanischen Schauspielerin Brittney Powell.
Troyer, der alkoholkrank war, wurde Anfang April 2018 mit einer Alkoholvergiftung in ein Krankenhaus eingeliefert und starb dort an deren Folgen am 21. April 2018 mit 49 Jahren.

## Filmografie (Auswahl)
- 1996: Pinocchio – Puppe des Todes (Pinocchio’s Revenge)
- 1997: Men in Black
- 1997: Wes Craven’s Wishmaster (Wishmaster)
- 1998: Fear and Loathing in Las Vegas
- 1998: Mein großer Freund Joe (Mighty Joe Young)
- 1999: Here Lies Lonely
- 1999: Austin Powers – Spion in geheimer Missionarsstellung (Austin Powers: The Spy Who Shagged Me)
- 2000: Bitplayers
- 2000: Der Grinch (How the Grinch Stole Christmas)
- 2001: Bubble Boy
- 2001: Harry Potter und der Stein der Weisen (Harry Potter and the Philosopher’s Stone)
- 2002: Hard Cash – Die Killer vom FBI (Hard Cash)
- 2002: Austin Powers in Goldständer (Austin Powers in Goldmember)
- 2007: Postal
- 2008: Der Love Guru (The Love Guru)
- 2008: College
- 2009: Das Kabinett des Doktor Parnassus (The Imaginarium of Doctor Parnassus)
- 2015: Gnome Alone – Gartenzwerg des Grauens (Legend)